# Chelmno (campo de exterminio)
Chełmno (en alemán: Kulmhof) fue un campo de exterminio de la Alemania nazi, situado cerca de una pequeña villa llamada Chełmno nad Nerem (Kulmhof an der Nehr, en alemán), a 70 km de Lodz, en una región anexada e incorporada a Alemania en 1939 con el nombre de Reichsgau Wartheland. Fue el primer campo de exterminio, abierto en 1941 para matar a los judíos del gueto de Lodz y Warthegau, y el primer lugar en la historia del Holocausto donde se usó gas venenoso.
Al menos 152 000 personas fueron asesinadas en este campo, principalmente judíos del gueto de Lodz y sus alrededores, junto con gitanos de la Gran Polonia y algunos judíos checos, húngaros, polacos y prisioneros de guerra soviéticos.

## Operación del Campo
El campo de la muerte fue establecido el 7 de diciembre de 1941 e inició sus funciones al día siguiente hasta abril de 1943, cuando fue cerrado y su crematorio destruido. En la primavera de 1944 fue restablecido y cerrado nuevamente el 17 de enero de 1945. Un SS Sonderkommando especial llamado Sonderkommando Kulmhof asfixió con gas a personas con humos de escape y luego los quemó. El campo constaba de dos partes: una sección administrativa, barracas y bodegas para bienes saqueados; y un sitio de entierro y cremación. Operó tres vagones con gas que usaban monóxido de carbono.
Los primeros contingentes de deportados fueron judíos de las comunidades adyacentes al campo y cerca de 5.000 gitanos que habían sido encarcelados en el Gueto de Lodz. Una cantidad cercana a los 10 000 judíos fueron deportados desde Lodz hacia Chelmno y asesinados entre el 16 y el 29 de enero de 1942. Cerca de 34.000 fueron "procesados" entre el 22 de marzo y el 2 de abril de 1942. Otros 11 000 fueron deportados y gaseados entre el 4 y el 15 de mayo de 1942, 16.000 judíos entre el 5 y el 12 de septiembre de 1942 y una cantidad de 15.200 judíos trabajadores forzados de la región de Lodz fueron también gaseados. 

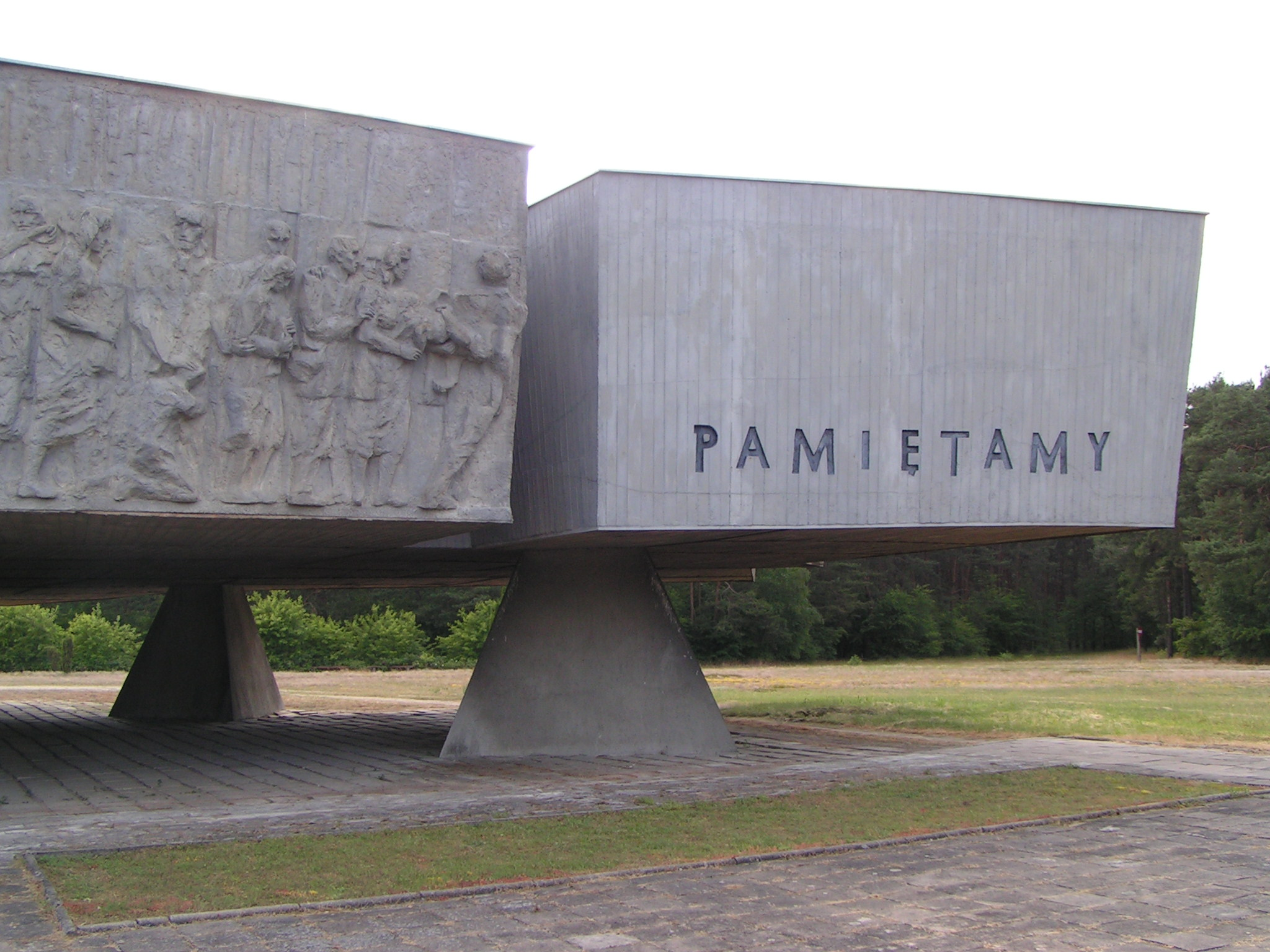
Monumento con la leyenda en polaco Pamietamy, «Recordamos».

Adolf Eichmann testificó sobre el campo durante su juicio. Lo visitó en 1942:

Tan pronto la rampa había sido levantada en el castillo, la gente empezó a llegar a Kulmhof desde Lizmannstadt (Łódź) en camiones... Le decían a la gente que tenían que bañarse, que sus ropas tenían que ser desinfectadas y que podían entregar de antemano cualquier objeto de valor al ser registrados[...]

Cuando se habían desvestido, fueron enviados al sótano del castillo y luego a lo largo de un pasaje hacia la rampa y de ahí al furgón de gas. En el castillo había señales marcadas "a los baños". Los furgones de gas eran grandes, de 4-5 m de largo, 2.2 m de ancho y 2 m de alto. Las paredes interiores estaban alineadas con láminas de metal. Había una rejilla de madera sobre el suelo. El piso del furgón tenía una apertura, la cual podía ser conectada al tubo de escape por medio de un tubo de metal removible. cuando los camiones estaban repletos de gente, las puertas dobles de la parte trasera fueron cerradas y el tubo de escape conectado al interior del furgón[...]

El miembro del comando dio detalles mientras el conductor encendería el motor de inmediato, de modo que la gente dentro del camión fuera sofocada por los gases de escape. Una vez que esto se llevara a cabo, la unión entre el tubo de escape y el interior del camión fue desconectado y el furgón fue conducido hasta el campo en los bosques, donde fueron descargados los cuerpos. En los primeros días, fueron enterrados en un principio en fosas comunes, más tarde incinerados... Entonces traje de vuelta el furgón hasta el castillo y lo estacioné ahí. Aqui sería limpiado de las excretas de la gente que había muerto ahí. Después, sería utilizado una vez más para envenenamiento por gas[...]

Hacia marzo de 1943, muchos de los judíos del Warthegau habían sido asesinados. Solo quedaban cerca de 70.000 en los restos del Gueto de Lodz. Himmler ordenó que el campo fuera desmantelado el 7 de abril de 1943, Chelmno fue entonces clausurado y las instalaciones demolidas. Sin embargo, por necesidad del plan organizado por las fuerzas alemanas, las operaciones continuaron el 23 de junio de 1944, con un nuevo Comandante, Hans Bothmann, quien dirigió el "Sonderkommando Bothmann" junto a Hermann Gielow y Walter Piller. En este segundo período, un contingente de más de 25.000 judíos de Lodz fueron asesinados en Chelmno. Además de esto, el 'Sonderkommando 1005' bajo las órdenes del SS Standartenführer Paul Blobel, laboró en la limpieza de rastros del asesinato en masa. La noche del 17 de enero de 1945, el grupo de trabajo consistente en 48 detenidos iban a ser ejecutados a tiros, pero se rebelaron y provocaron una riña, logrando escapar solo tres. Se ha reportado que al menos 10 personas consiguieron sobrevivir a este campo.

## Personal destacado en Chelmno
Este campo tuvo dos comandantes a lo largo de su historia:
- 1.SS Sturmbannführer Herbert Lange (Muerto en combate contra los rusos, el 20 de abril de 1945, cerca de Berlín)
- 2.SS Hauptsturmführer Hans Bothmann (Se suicidó mientras estaba detenido por los británicos)

Guardias
- SS Scharführer Heinrich Bock
- SS Unterscharführer Walter Burmeister (13 de prisión)
- SS Unterscharführer Walter Filer
- SS Hauptscharführer Hermann Gielow (Ejecutado por los polacos)
- SS Hauptscharführer Wilhelm Gürlich
- SS Untersturmführer Alois Häfele (13 años de prisión)
- SS Unterscharführer Karl Heinl (7 años de prisión)
- SS Oberscharführer Wilhelm Heukelbach (13 años y medio de prisión)
- SS Scharführer Gustav Hüfing
- SS Rottenführer Fritz Ismer
- SS Oberwachmeister Bruno Israel
- SS Oberwachmeister Moyz Kerzer
- SS Oberwachmeister Oskar Kraus
- SS Unterscharführer Erich Kretschmer
- SS Hauptscharführer Gustav Laabs (13 años de prisión)
- SS Wachmeister Wilhelm Lenz
- SS Scharführer Kurt Möbius (8 años de prisión)
- SS Scharführer Rudolf Otto
- SS Oberscharführer Walter Piller (Ejecutado por los polacos)
- SS Oberwachmeister Albert Plate (Herido en acción por los rusos - Se suicidó)
- SS Sturmscharführer Albert Richter
- SS Unterscharführer Johann Runge
- SS Scharführer Franz Schalling
- SS Rottenführer Wilhelm Sefler
- SS Scharführer Max Sommer
- SS Oberscharführer Otto Stadie (7 años de prisión)

Vigilantes de la SS
- SS Wachmeister Bartel
- SS Unterscharführer Belaff
- SS Wachmeister Blanch
- SS Oberwachmeister Bulmann
- SS Scharführer Bürstinge
- SS Oberwachmeister Daniel
- SS Oberscharführer Görlich
- SS Oberwachmeister Han
- SS Wachmeister Richert
- SS Wachmeister Ross
- SS Wachmeister Rubmiech
- SS Unterscharführer Schmidt
- SS Oberwachmeister Schneider
- SS Wachmeister Shlipke
- SS Rottenführer Stark
- SS Unterscharführer Thiele
- SS Wachmeister Zimmermann

## Proceso luego de la guerra
Después de la guerra se organizó un juicio contra algunos de los guardias que habían prestado servicio en Chelmno, este proceso tuvo lugar en Essen, Alemania, entre 1962 y 1965 y generó varias condenas a términos medios de prisión. Ambos comandantes del campo lograron escapar a la justicia: Lange caería combatiendo contra los rusos y Bothmann se suicidará mientras estaba en poder de los británicos.